# 里奥尔斯
里奥尔斯（法語：Riols，法語發音：[ʁjɔls]）是法国埃罗省的一个市镇，属于贝济耶区。

## 地名
该地名“Riols”发音为[ʁjɔls]，末尾字母“s”发音，《世界地名翻译大辞典》与《世界地名译名词典》将其误译作“里奥勒”。

## 地理
里奥尔斯（43°30'18"N, 2°47'31"E）面积56.02 平方千米，位于法国奧克西塔尼大區埃罗省，该省份为法国南部沿海省份，南濒地中海，西南接奥德省，西北接塔恩省和阿韦龙省，东北与加尔省接壤。
与里奥尔斯接壤的市镇（或旧市镇、城区）包括：费里耶尔普萨鲁、阿古河畔弗赖斯、帕尔达扬、普雷米扬、圣艾蒂安-达尔巴尼昂、圣庞斯德托米耶尔、阿古河畔拉萨尔沃塔、勒苏列。
里奥尔斯的时区为UTC+01:00、UTC+02:00（夏令时）。

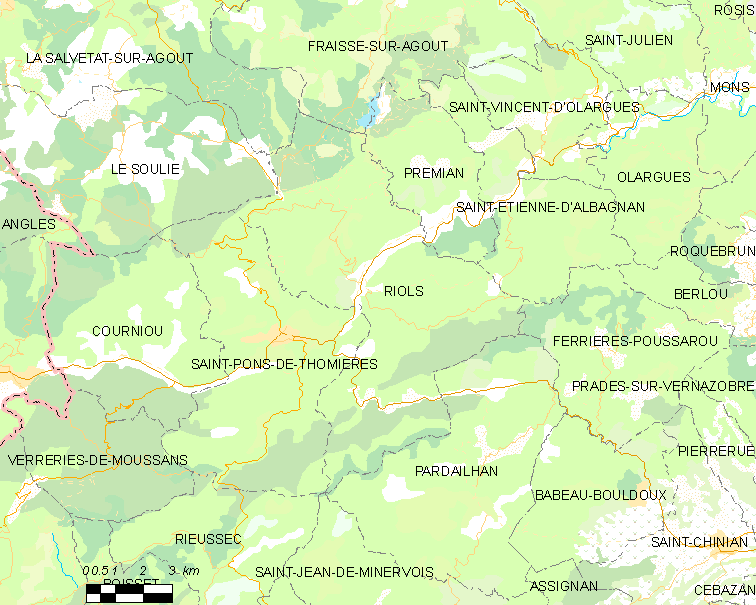
里奥尔斯的OSM定位图

## 行政
里奥尔斯的邮政编码为34220，INSEE市镇编码为34229。

## 政治
里奥尔斯所属的省级选区为圣庞斯德托米耶尔县。

## 人口

1962-2008年间里奥尔斯人口变化图示

里奥尔斯于2022年1月1日时的人口数量为714人。